# Taddesse Sella
 (décembre 2022).
Si vous disposez d'ouvrages ou d'articles de référence ou si vous connaissez des sites web de qualité traitant du thème abordé ici, merci de compléter l'article en donnant les références utiles à sa vérifiabilité et en les liant à la section « Notes et références ».
 (décembre 2022).
République fédérale démocratique d'Éthiopie
Taddesse Sella (Ge'ez : ታደሰ ሴላ) est un des 112 membres de la Chambre de la fédération éthiopienne. Il est un des 54 conseillers de l'État des nations, nationalités et peuples du sud et représente le peuple Meanet.